# Salvador Durán
Salvador Durán (ur. 6 maja 1985 w mieście Meksyk) – meksykański kierowca wyścigowy.

## Życiorys

### Początki kariery
Durán karierę rozpoczął w wyścigach samochodowych w 2002 roku, od startów w Formule Renault Monza. W ciągu dwudziestu wyścigów uzbierał tam 2  punkyw. Dało mu to 25 lokatę w klasyfikacji generalnej. Rok później pokazał się w seriach organizowanych przez Dodge. W Formula Dodge National Championship Presented by RACER siedmiokrotnie stawał na podium, a dwukrotnie na najwyższym jego stopniu. Zdobył tam ostatecznie tytuł wicemistrzowski.

### Formuła Renault 2.0
W 2003 roku Meksykanin wystartował w Formule Renault Fran-Am, gdzie był ostatecznie 30. Rok później występował już w wyższych seriach. Gdy w Europejskim Pucharze Formuły Renault 2.0 z dorobkiem 20 punktów był 20, we  Włoskiej Formule Renault stawał nawet trzykrotnie na podium. Zajął tam ostatecznie 8 miejsce w klasyfikacji generalnej.

### Formuła 3
W 2005 roku Durán dołączył do stawki Brytyjskiej Formuły 3. Głównie poświęcił się jednak startom w klasie narodowej. Wygrał tam 9 wyścigów, a czternastokrotnie stawał na podium. Uzbierane 300 punktów pozwoliło mu wyprzedzić wszystkich rywali. Rok później był już klasyfikowany w głównej klasyfikacji serii. Tu jednak nie osiągał większych sukcesów. 54 punkty dały mu ostatecznie 10 miejsce w klasyfikacji kierowców.

### A1 Grand Prix
Meksykanin rozpoczął starty dla ekipy meksykańskiej w A1 GP na przełomie 2005 i 2006 roku. W pierwszym sezonie jego ekipa narodowa zwyciężała dwukrotnie oraz miała na koncie 5 podium. Uplasowała się wtedy na 10 pozycji. W kolejnym sezonie zwycięstw już nie było. W klasyfikacji jednak pozycja była powtórzona - 10 miejsce. W latach 2007/2008 oraz 2008/2009 było już nieco gorzej. Tylko w ostatnim sezonie działania serii zdobyli jedno podium. Team Mexico uplasował się tu na odpowiednio 16 i 13 lokacie w klasyfikacji końcowej.

### Formuła Renault 3.5
W 2007 roku Salvador rozpoczął starty w prestiżowej Formule Renault 3.5. Jeżdżąc w ekipie Interwetten.com czterokrotnie stawał na podium, a raz nawet wygrał wyścig. Z dorobkiem 64 punktów uplasował się na 9 pozycji w klasyfikacji generalnej. Rok później jego osiągnięcia zmniejszyły się o 1 podium i 3 punkty. Nie zmieniła się jednak lokata Meksykanina - 9 miejsce. W latach 2009–2010 Durán zanotował już tylko starty gościnne w jednej z rund sezonu. Nie zdołał zdobyć żadnych punktów.

### Formuła E
W sezonie 2014/2015 Meksykanin podpisał kontrakt z japońską ekipą Amlin Aguri na starty w Formule E. W ciągu dziewięciu wyścigów, w których wystartował, uzbierał łącznie trzynaście punktów. Został sklasyfikowany na 21 pozycji w końcowej klasyfikacji kierowców.

## Wyniki

### Formuła Renault 3.5
| Legenda oznaczeń w tabelach wyników Wyświetl szablon na nowej stronie | Legenda oznaczeń w tabelach wyników Wyświetl szablon na nowej stronie                                                                     |
| Oznaczenie                                                            | Wyjaśnienie |
| --------------------------------------------------------------------- | --- |
| Złoty                                                                 | Zwycięzca lub mistrzostwo |
| Srebrny                                                               | 2. miejsce lub wicemistrzostwo |
| Brązowy                                                               | 3. miejsce lub II wicemistrzostwo |
| Zielony                                                               | Ukończył, punktował (w klasyfikacji generalnej, gdy zdobył co najmniej jeden punkt na przestrzeni sezonu, poza trzema powyższymi opcjami) |
| Niebieski                                                             | Ukończył, nie punktował (w klasyfikacji generalnej, gdy nie zdobył co najmniej jednego punktu na przestrzeni sezonu)                      |
| Czerwony                                                              | Nie zakwalifikował się (NZ) |
| Czerwony                                                              | Nie prekwalifikował się (NPK) |
| Różowy                                                                | Nie ukończył (NU) |
| Różowy                                                                | Niesklasyfikowany (NS) (w klasyfikacji generalnej, gdy nie został sklasyfikowany w żadnym wyścigu sezonu)                                 |
| Czarny                                                                | Zdyskwalifikowany (DK) |
| Czarny                                                                | Wykluczony (WYK/EX) |
| Biały                                                                 | Nie wystartował (NW) |
| Biały                                                                 | Kontuzjowany (K/INJ) |
| Biały                                                                 | Wyścig odwołany (OD/C) |
| Bez koloru                                                            | Został wycofany (WYC/WD) |
| Bez koloru                                                            | Nie przybył (NP/DNA) |
| Bez koloru                                                            | Nie brał udziału w treningach (NT/DNP) |
| Bez koloru                                                            | Nie został zgłoszony (–) |
| Pogrubienie                                                           | Start z pole position |
| Kursywa                                                               | Najszybsze okrążenie wyścigu |
| †                                                                     | Nie ukończył, ale jego rezultat został zaliczony ze względu na przejechanie więcej niż 90% dystansu wyścigu.                              |
| *                                                                     | Sezon w trakcie |
| 1/2/3                                                                 | Punktowana pozycja w sprincie kwalifikacyjnym                                                                                             |
| Lista systemów punktacji Formuły 1                                    | |

| Rok  | Zespół                 | Wyniki w poszczególnych eliminacjach | Wyniki w poszczególnych eliminacjach | Wyniki w poszczególnych eliminacjach | Wyniki w poszczególnych eliminacjach | Wyniki w poszczególnych eliminacjach | Wyniki w poszczególnych eliminacjach | Wyniki w poszczególnych eliminacjach | Wyniki w poszczególnych eliminacjach | Wyniki w poszczególnych eliminacjach | Wyniki w poszczególnych eliminacjach | Wyniki w poszczególnych eliminacjach | Wyniki w poszczególnych eliminacjach | Wyniki w poszczególnych eliminacjach | Wyniki w poszczególnych eliminacjach | Wyniki w poszczególnych eliminacjach | Wyniki w poszczególnych eliminacjach | Wyniki w poszczególnych eliminacjach | Punkty | Pozycja |
| ---- | ---------------------- | ------------------------------------ | ------------------------------------ | ------------------------------------ | ------------------------------------ | ------------------------------------ | ------------------------------------ | ------------------------------------ | ------------------------------------ | ------------------------------------ | ------------------------------------ | ------------------------------------ | ------------------------------------ | ------------------------------------ | ------------------------------------ | ------------------------------------ | ------------------------------------ | ------------------------------------ | ------ | ------- |
| 2007 | Interwetten.com        | ITA                                  | ITA                                  | DEU                                  | DEU                                  | MON                                  | HUN                                  | HUN                                  | BEL                                  | BEL                                  | GBR                                  | GBR                                  | FRA                                  | FRA                                  | PRT                                  | PRT                                  | ESP                                  | ESP                                  | 64     | 8       |
| 2007 | Interwetten.com        | 9                                    | 1                                    | NU                                   | 26                                   | 3                                    | 16                                   | NU                                   | 4                                    | 3                                    | 17                                   | 8                                    | NU                                   | 22                                   | 19                                   | 17                                   | 2                                    | 7                                    | 64     | 8       |
| 2008 | Interwetten.com Racing | ITA                                  | ITA                                  | BEL                                  | BEL                                  | MON                                  | GBR                                  | GBR                                  | HUN                                  | HUN                                  | DEU                                  | DEU                                  | FRA                                  | FRA                                  | PRT                                  | PRT                                  | ESP                                  | ESP                                  | 61     | 9       |
| 2008 | Interwetten.com Racing | NU                                   | 14                                   | 2                                    | 4                                    | 16                                   | 1                                    | 3                                    | NU                                   | 16                                   | 4                                    | DK                                   | 7                                    | 7                                    | 16                                   | 22                                   | NU                                   | 12                                   | 61     | 9       |
| 2009 | Interwetten.com Racing | CAT                                  | CAT                                  | BEL                                  | BEL                                  | MON                                  | HUN                                  | HUN                                  | GBR                                  | GBR                                  | FRA                                  | FRA                                  | PRT                                  | PRT                                  | DEU                                  | DEU                                  | ARA                                  | ARA                                  | 0      | 35      |
| 2009 | Interwetten.com Racing | -                                    | -                                    | -                                    | -                                    | -                                    | -                                    | -                                    | -                                    | -                                    | -                                    | -                                    | -                                    | -                                    | NW                                   | 16                                   | 16                                   | NU                                   | 0      | 35      |
| 2010 | FHV Interwetten.com    | ARA                                  | ARA                                  | BEL                                  | BEL                                  | MON                                  | CZE                                  | CZE                                  | FRA                                  | FRA                                  | HUN                                  | HUN                                  | DEU                                  | DEU                                  | GBR                                  | GBR                                  | CAT                                  | CAT                                  | -      | NS      |
| 2010 | FHV Interwetten.com    | -                                    | -                                    | -                                    | -                                    | -                                    | -                                    | -                                    | -                                    | -                                    | -                                    | -                                    | -                                    | -                                    | -                                    | -                                    | NU                                   | NU                                   | -      | NS      |

### Podsumowanie
| Sezon     | Seria                                                  | Zespół                          | Wyścigi | Zwycięstwa | PP | NO | Podium | Punkty | Pozycja |
| --------- | ------------------------------------------------------ | ------------------------------- | ------- | ---------- | -- | -- | ------ | ------ | ------- |
| 2002      | Formuła Renault Monza                                  | Fast Wheels competition         |         |            |    |    |        | 2      | 25      |
| 2003      | Formula Dodge National Championship Presented by RACER |                                 | 13      | 2          | 5  | 4  | 7      | 162    | 2       |
| 2003      | Barber Dodge Pro Series                                |                                 | 3       | 0          | 0  |    | 0      | 17     | 21      |
| 2003      | Meksykańskie Mistrzostwa Ford Mustang                  | Telmex                          |         |            |    |    |        | 0      | NS      |
| 2003      | Formuła Renault 2.0 Fran-Am                            | GTI Formula Motorsports         |         |            |    |    |        | 18     | 30      |
| 2004      | Włoska Formuła Renault                                 | Cram Competition                | 17      | 0          | 0  | 0  | 3      | 115    | 8       |
| 2004      | Europejski Puchar Formuły Renault 2.0                  | Cram Competition                | 15      | 0          | 0  | 0  | 0      | 20     | 20      |
| 2005      | Brytyjska Formuła 3 - klasa narodowa                   | P1 Motorsport                   | 22      | 9          | 9  | 10 | 14     | 300    | 1       |
| 2005/2006 | A1 Grand Prix                                          | Team Mexico                     | 16      | 2          | 1  | 2  | 5      | 59     | 10      |
| 2006      | Brytyjska Formuła 3                                    | Hitech Racing                   | 19      | 0          | 0  | 0  | 0      | 54     | 10      |
| 2006      | Masters of Formula 3                                   | Hitech Racing                   | 1       | 0          | 0  | 0  | 0      | N/A    | 23      |
| 2006/2007 | A1 Grand Prix                                          | Team Mexico                     | 18      | 0          | 0  | 2  | 4      | 35     | 10      |
| 2007      | Formuła Renault 3.5                                    | Interwetten.com                 | 17      | 1          | 1  | 0  | 4      | 64     | 9       |
| 2007      | Grand American Rolex Series - DP                       | Chip Ganassi Racing             | 2       | 1          | 0  |    | 1      | 57     | 45      |
| 2007/2008 | A1 Grand Prix                                          | Team Mexico                     | 2       | 0          | 0  | 1  | 0      | 22     | 16      |
| 2008      | Formuła Renault 3.5                                    | Interwetten.com                 | 15      | 1          | 0  | 3  | 3      | 61     | 9       |
| 2008      | Grand American Rolex Series - DP                       | Chip Ganassi with Felix Sabates | 1       | 0          | 0  | 0  | 0      | 13     | 60      |
| 2008/2009 | A1 Grand Prix                                          | Team Mexico                     | 8       | 0          | 0  | 0  | 1      | 8      | 13      |
| 2009      | Formuła Renault 3.5                                    | Interwetten.com Racing          | 2       | 0          | 0  | 0  | 0      | 0      | 35      |
| 2010      | Formuła Renault 3.5                                    | FHV Interwetten.com             | 2       | 0          | 0  | 0  | 0      | 0      | NS      |
| 2010      | NASCAR México Corona                                   | Citizen - MCDS                  | 13      | 0          | 1  | 1  | 2      | 1400   | 23      |
| 2010      | NASCAR México Corona                                   | HO Speed Racing                 | 13      | 0          | 1  | 1  | 2      | 1400   | 23      |
| 2012      | NASCAR Toyota Series, Stock V8                         | Telcel                          | 14      | 0          | 0  | 0  | 0      | 410    | 15      |
| 2012      | 24 Hours of Mexico                                     | Exotic Rides                    | 1       | 0          | 0  | 0  | 0      | N/A    | 7       |
| 2014/2015 | Formuła E                                              | Amlin Aguri                     | 9       | 0          | 0  | 0  | 0      | 13     | 21      |